# Caspar Sagittarius (Pädagoge)
Caspar Sagittarius der Ältere (auch Kaspar Sagittarius; * 1597 in Osterburg; † 27. April 1667 in Lüneburg) war ein deutscher Pädagoge und lutherischer Geistlicher.

## Leben
Sagittarius war der Sohn des Pastors Thomas Sagittarius († 1607). Sein älterer Stiefbruder, Thomas Sagittarius, der als Professor in Jena lehrte, nahm ihn zu sich, damit er dort ab 1606 die Jenaer Ratsschule besuchen konnte. 1610 wechselte er in seine alte Heimat, an das Gymnasium Stendal, 1612 an das Gymnasium Salzwedel, 1616 kehrte er nach Stendal zurück. Von dort ging er 1618 nach Breslau, wohin sein Bruder Thomas inzwischen als Rektor des Elisabet-Gymnasiums berufen worden war. 1620 immatrikulierte er sich an der Universität Wittenberg, von der er 1621 an die Universität Jena wechselte, an der er im Juli 1622 zum Magister der Philosophie promoviert wurde und an der er sich auch dem Studium der Theologie widmete.
Sagittarius erhielt 1624 eine Stelle als Adjunkt der Philosophischen Fakultät der Universität in Jena, bevor er 1626 einem Ruf als Prorektor an die Domgymnasium Naumburg folgte. 1628 nahm er einen Ruf als Rektor an das Gymnasium Martineum in Braunschweig an, im März 1640 kam er als solcher an das Johanneum Lüneburg. Seine Amtsführung soll von Konflikten begleitet worden sein, beispielsweise aufgrund einer von ihm durchgeführten Teufelsaustreibung an der Schule.
Sagittarius gab 1646 das Rektorat des Johanneums ab und wurde darauf Pastor an der Johanniskirche in Lüneburg. 1661 stieg er dort zum Hauptpastor auf.
Der Historiker Caspar Sagittarius der Jüngere war sein Sohn, Johann Christfried Sagittarius sein Neffe.

## Werke (Auswahl)
- Jonas Ninivitas convertens. sive Carmen Historiam Sacram Prophetae Jonae, Ad Librum Primum Aeneidos Virgilianae applicatam continens. Weider, Jena 1622.
- Technologia s. Prodromus disciplinarum liberalium generalis. Leipzig 1628.
- Jonas Ninevitas Convertens. Sive Carmen Historiam Sacram Prophetae Jonae, Ad Lib. I.: A Eneidos Virgilianae stylum ac filum applicatam ac conformatam, exhibens ; … ante aliquot annos in Illustrissima Salana … conscriptum ac editum: nunc temporibus … In Gymnasio Brunovicensium Martiniano repetitum ac revisum. Gruber, Braunschweig 1630.